# كولبي بيرس
كولبي بيرس (بالإنجليزية: Colby Pearce) هو دراج أمريكي، ولد في 12 يونيو 1972 في بولدر في الولايات المتحدة.

## وصلات خارجية
- كولبي بيرس على موقع الاتحاد الدولي للدراجات (الإنجليزية)
- كولبي بيرس على موقع أرشيف الدراجات (الإنجليزية)
- كولبي بيرس على موقع إحصائيات الدراجات الإحترافية (الإنجليزية)
- كولبي بيرس على موقع نسبة الدراجات (الإنجليزية)
- كولبي بيرس على موقع أوليمبيديا (الإنجليزية)